# Sicista tianschanica
Sicista tianschanica is een zoogdier uit de familie van de jerboa's (Dipodidae). De wetenschappelijke naam van de soort werd voor het eerst geldig gepubliceerd door Salensky in 1903.